# El Viso (Córdoba)
El Viso este un oraș din Spania, situat în provincia Cordoba din comunitatea autonomă Andaluzia. Are o populație de 2.849 de locuitori.